# Memphis May Fire
Memphis May Fire est un groupe de metalcore américain, originaire de Dallas, au Texas. Depuis sa formation en 2006, le groupe compte deux EPs, et sept albums studio sur le label Rise Records, avec qui ils sont depuis 2011.

## Biographie

### Débuts (2006–2007)
Le groupe est formé en 2006 par le guitariste Kellen McGregor, mais ce n'est qu'en février 2007 que le groupe décide d'emprunter le nom de Memphis May Fire, après celui de Oh Captain, My Captain. Au début de 2007, le groupe enregistre et autopublie un EP éponyme, qui les popularise. Peu après, Memphis May Fire attire l'intérêt de Josh Grabelle, président de Trustkill Records. Grabelle commente ce qu'il ressentait pour le groupe à cette période : « Il y a de la musique nouvelle, pure et violente, et Memphis May Fire en est la cerise sur le gâteau. [...] Ces gars vont très bientôt décoller,. » En septembre 2007, le groupe signe officiellement au label Trustkill, et leur EP éponyme est réédité en décembre 2007. En 2007-2008, le groupe joue à la tournée Twelve Gauge Valentine avec The Handshake Murders.

### Sleepwalking(2006–2009)
Memphis May Fire espérait publier son premier album, produit par leur guitariste Kellen McGregor, en été 2006. Cependant, lors des sessions d'enregistrement pour l'album, le chanteur Chase et le batteur Dooley décident de quitter le groupe. Chase explique avoir quitté le groupe pour se consacrer à son enfant, et non à un groupe en tournée. Dooley restera dans la musique mais dans le Missouri. Le bassiste Austin Radford partira lui aussi peu après la création de son groupe appelé American Mantra, au sein duquel il est le chanteur. Il sera remplacé par Daniel De Los Santos, puis par Cory Elder. Des auditions s'effectuent après le départ de Chase, sur une chanson instrumentale intitulée Decade sur leur MySpace, et il est finalement remplacé par Matty Mullins (Nights in Fire). À cette période, Memphis May Fire avait déjà enregistré les morceaux instrumentaux de leur nouvel album avec le producteur Casey Bates et avait besoin de Mullins pour les parties vocales.
Leur premier album, Sleepwalking, est publié le 21 mai 2009, chez Trustkill Records. Memphis May Fire décrit l'album comme « un nouveau style de rock n' roll » et musicalement comme « plus agressif en matière de guitare et notamment plus mélodique, mais toujours dans un style très sudiste. » Leur chanson Ghost in the Mirror est utilisée pour la bande son du film Saw VI. Le guitariste, Ryan Bentley, ne participera au clip. Joel Seier se joindra au groupe pour remplacer Bentley jusqu'à son retour à la fin de 2009. Seier joue dans les clips Ghost in the Mirror et North Atlantic vs. North Carolina. Le clip de Ghost in the Mirror est publié le 2 février 2010.

### Between the LiesetThe Hollow(2010–2011)
Memphis May Fire publie un deuxième EP, intitulé Between the Lies, le 2 novembre 2010, chez Bullet Tooth Records (anciennement Trustkill Records) qui se caractérise par un style différent et plus énergique que leur précédent volet. Le 9 décembre 2010,le groupe poste sur Facebook que la chanson Action/Adventure sera incluse dans le jeu vidéo Rock Band 3. En 2010, Matty Mullins participe à la chanson That's What She Said du premier album Fight with Your Fists de Kid Liberty.
Le 17 janvier 2011, Rise Records annonce la signature de Memphis May Fire au label et un nouvel album pour le printemps la même année. Ils l'enregistreront aux Chango Studios (Of Machines, I See Stars, Sleeping with Sirens, etc.) à Orlando, en Floride. Le 3 mars 2011, une bande-annonce de leur nouvel album The Hollow, est publiée sur la page YouTube de Rise Records, avec sa date de sortie pour le 26 avril 2011. Le 22 mars, une chanson extraite de The Hollow, intitulée The Sinner, est publié sur la page YouTube de Rise Records et sur iTunes. Le 15 septembre 2011, le clip de The Sinner, réalisé par Thunder Down Country, est publié sur YouTube.
Le 15 février 2012, un clip des paroles enregistré à Orlando pour le titre The Unfaithful est publié sur leur page YouTube.

### Challenger(2012–2013)
Le 11 février 2012, Kellen McGregor annonce l'entrée en studio du groupe avec Cameron Mizell pour leur troisième album.
Le 11 avril, le guitariste Ryan Bentley annonce sur Twitter son départ du groupe. Le 17 avril, il est remplacé par Anthony Sepe (ex-Decoder). Le départ de Bentley fait du guitariste Kellen McGregor le seul membre original restant au sein de Memphis May Fire. Leur troisième album, Challenger, est publié le 26 juin chez Rise Records. On peut retrouver sur cet album un duo avec Kellin Quinn de Sleepin with Sirens et Danny Worsnop d'Asking Alexandria. Il débute 16e aux classements Billboard, tandis que le groupe participe au Warped Tour. Ils jouent aux États-Unis, en Europe et au Royaume-Uni.
Le 1er février 2013, Memphis May Fire est annoncé au Vans Warped Tour avec Black Veil Brides, Sleeping with Sirens, We Came as Romans, Blessthefall, The Used, Billy Talent et Bring Me the Horizon. Le 4 août 2013, ils annoncent jouer en soutien à Sleeping with Sirens, au Feel This Tour. Breathe Carolina, Issues, et Our Last Night en feront également partie.

### Unconditional(2013–2015)
Memphis May Fire espère publier son nouvel album courant 2014. Kellen McGregor termine d'écrire les démos après leur performance au Vans Warped Tour. Ils enregistreront l'album toujours aux Chango Studios avec Kellen et Cameron Mizell à la production. Le chanteur Matty Mullins annonce la date de sortie pour février-mars 2014. Il annonce également une tournée américaine en tête d'affiche de Memphis May Fire en soutien à l'album,. En septembre 2013, le groupe annonce que leur nouvel album « sera plu théâtral et orchestral. » Le 14 décembre 2013, le chanteur Matty Mullins exprime sa fierté concernant l'album qui est attendu pour le début de 2014. Le 18 décembre, le groupe annonce sa tournée The Unconditional Tour pour fin février et début mars avec The Word Alive, A Skylit Drive, Hands Like Houses et Beartooth aux États-Unis.
Le 4 janvier 2014, le groupe annonce une première mise à jour en studio via Alternative Press. À la troisième mise à jour concernant l'album, le groupe annonce le titre, Unconditional, et sa publication pour le 25 mars 2014, chez Rise Records. Le 6 février 2014, le premier single, No Ordinary Love, est publié sur la chaine YouTube de Rise Records. Le second single, Sleepless Nights est publié le 24 février via Facebook et Rise Records. Le 13 mars 2014, la totalité de l'album est publiée sur la chaine YouTube du label.
Mullins annonce le 12 août 2014, un album solo, intitulé Matty Mullins, le 23 septembre chez Rise Records.
Le 25 mai 2015, le groupe annonce l'édition de luxe de Unconditional pour le 17 juillet. Celle-ci comprendra deux nouveaux titres et deux versions acoustiques de titre de l'album. La première nouvelle chanson, My Generation, est publiée le même jour.

### This Light I Hold(2016-2017)
Le 9 février 2016, le groupe annonce sur Facebook son entrée aux Good Sounds Studio avec Matt Good à la production instrumentale, et Cameron Mizell à la production vocale. Le groupe publie son premier single Carry On sur BBC Radio 1 le 28 août 2016 et annonce un cinquième album, This Light I Hold, le même jour. L'album est prévu pour le 28 octobre 2016 chez Rise Records. On retrouve sur l'album un duo avec Jacoby Shaddix de Papa Roach sur la piste éponyme et un duo avec Larry Soliman de My American Heart sur le morceau Not Over Yet. Ils effectueront ensuite la tournée Rise Up Tour avec The Devil Wears Prada et Silverstein, et Like Moths to Flames en Amérique du Nord et au Royaume-Uni entre le 11 octobre et le 10 décembre 2016.
Le 30 janvier 2017, le groupe annonce le départ du guitariste Anthony Sepe. Le guitariste Samuel Penner des groupes In the Midst of Lions et For Today annonce qu'il le remplacera pour les concerts.

### Broken(depuis 2017)
Le 20 juin 2017, le single Virus sort. Il s’agit d'un titre unique qui ne fera partie d'aucun album.
Le 20 octobre 2017, Matty Mullins partage une photo du groupe au studio The Hideout avec le producteur Kane Churko pour leur nouvel album. Le 19 septembre 2018, le titre The Old Me parait. Il sera annoncé plus tard que le nouvel album, Broken, paraitra le 16 novembre 2018. Le rappeur Andy Mineo est également invité sur un titre de l'album.
En avril 2019, le groupe partage une reprise du titre Faint de Linkin Park. Celle-ci est un hommage à Chester Bennington mais aussi à l'influence qu'a eu Linkin Park sur leur musique.
Le groupe passe tout l’année 2024 à sortir des singles pour leur nouvel album intitulé Shapeshifter qui sortira le 28 mars 2025. L'album reflète les difficultés de se battre avec les identités et le masque que nous portons tous les jours. 

## Membres

### Membres actuels
- Kellen McGregor - guitare, chœurs (depuis 2006)
- Matty Mullins - chant, claviers (depuis 2008)
- Cory Elder - basse (depuis 2008)
- Jake Garland - batterie (depuis 2010)

### Anciens membres
- Chase Ryan - chant (2006-2008)
- Ryan Bentley - guitare (2006-2009, 2010-2012)
- Joel Seir - guitare (2009-2010)
- Tanner Oakes - basse (2006-2007)
- Austin Radford - basse (2007-2008)
- Daniel De Los Santos - basse (2008-2009)
- Jeremy Grisham - batterie (2006-2009)
- Eric Molesworth - batterie (2009-2010)
- Anthony Sepe - guitare (2012-2017)